# Рамеш Кумар
Рамеш Кумар (англ. Rames Kumar; нар. 15 листопада 1981) — індійський борець вільного і греко-римського стилів, бронзовий призер чемпіонату світу, срібний та дворазовий бронзовий призер чемпіонатів Азії, чемпіон Ігор Співдружності, чемпіон та бронзовий призер чемпіонатів Співдружності, чемпіон Південноазійських ігор, учасник Олімпійських ігор.

## Життєпис
За фахом залізничник. Боротьбою почав займатися з 1993 року. З 1994 року тренувався під керівництвом Рохтаса Сінгха. У 1998 році став бронзовим призером чемпіонату Азії серед юніорів. У 2000 році здобув бронзову медаль чемпіонату Азії серед кадетів. У 2001 році став чемпіоном світу серед юніорів. У Чемпіонаті Співдружності з боротьби 2005 року брав участь у змаганнях і з вільної, і з греко-римської боротьби, де посів відповідно перше та третє місця.

## Спортивні результати на міжнародних змаганнях

### Виступи на Олімпіадах
| Змагання                    | Збірна | Вагова категорія          | Місце |
| --------------------------- | ------ | ------------------------- | ----- |
| Літні Олімпійські ігри 2004 | Індія  | вільна боротьба, до 66 кг | 10    |

### Виступи на Чемпіонатах світу
| Змагання                        | Збірна | Вагова категорія          | Місце  |
| ------------------------------- | ------ | ------------------------- | ------ |
| Чемпіонат світу з боротьби 2003 | Індія  | вільна боротьба, до 66 кг | 29     |
| Чемпіонат світу з боротьби 2007 | Індія  | вільна боротьба, до 74 кг | 19     |
| Чемпіонат світу з боротьби 2009 | Індія  | вільна боротьба, до 74 кг | Бронза |

### Виступи на Чемпіонатах Азії
| Змагання                       | Збірна | Вагова категорія          | Місце  |
| ------------------------------ | ------ | ------------------------- | ------ |
| Чемпіонат Азії з боротьби 2001 | Індія  | вільна боротьба, до 69 кг | Срібло |
| Чемпіонат Азії з боротьби 2005 | Індія  | вільна боротьба, до 74 кг | Бронза |
| Чемпіонат Азії з боротьби 2009 | Індія  | вільна боротьба, до 74 кг | Бронза |

### Виступи на Чемпіонатах Співдружності
| Змагання                                | Збірна | Вагова категорія                 | Місце  |
| --------------------------------------- | ------ | -------------------------------- | ------ |
| Чемпіонат Співдружності з боротьби 2003 | Індія  | вільна боротьба, до 66 кг        | Срібло |
| Чемпіонат Співдружності з боротьби 2005 | Індія  | вільна боротьба, до 74 кг        | Золото |
| Чемпіонат Співдружності з боротьби 2005 | Індія  | греко-римська боротьба, до 74 кг | Бронза |

### Виступи на Іграх Співдружності
| Змагання                | Збірна | Вагова категорія          | Місце  |
| ----------------------- | ------ | ------------------------- | ------ |
| Ігри Співдружності 2002 | Індія  | вільна боротьба, до 66 кг | Золото |

### Виступи на Південноазійських іграх
| Змагання                   | Збірна | Вагова категорія          | Місце  |
| -------------------------- | ------ | ------------------------- | ------ |
| Південноазійські ігри 1993 | Індія  | вільна боротьба, до 48 кг | Золото |

### Виступи на інших змаганнях
| Змагання                                                         | Збірна | Вагова категорія          | Місце  |
| ---------------------------------------------------------------- | ------ | ------------------------- | ------ |
| Гран-прі Німеччини з боротьби 2002                               | Індія  | вільна боротьба, до 66 кг | 8      |
| Олімпійський кваліфікаційний турнір з боротьби 2004 (Братислава) | Індія  | вільна боротьба, до 66 кг | 10     |
| Олімпійський кваліфікаційний турнір з боротьби 2004 (Софія)      | Індія  | вільна боротьба, до 66 кг | Бронза |
| Олімпійський кваліфікаційний турнір з боротьби 2008 (Варшава)    | Індія  | вільна боротьба, до 74 кг | 15     |
| Гран-прі Німеччини з боротьби 2009                               | Індія  | вільна боротьба, до 74 кг | Бронза |

### Виступи на змаганнях молодших вікових груп
| Змагання                                      | Збірна | Вагова категорія          | Місце  |
| --------------------------------------------- | ------ | ------------------------- | ------ |
| Чемпіонат Азії з боротьби серед кадетів 2000  | Індія  | вільна боротьба, до 69 кг | Бронза |
| Чемпіонат світу з боротьби серед юніорів 1997 | Індія  | вільна боротьба, до 60 кг | 24     |
| Чемпіонат Азії з боротьби серед юніорів 1998  | Індія  | вільна боротьба, до 65 кг | Бронза |
| Чемпіонат світу з боротьби серед юніорів 2000 | Індія  | вільна боротьба, до 69 кг | 10     |
| Чемпіонат світу з боротьби серед юніорів 2001 | Індія  | вільна боротьба, до 69 кг | Золото |